# Heterocentron alatum
Heterocentron alatum är en tvåhjärtbladig växtart som beskrevs av Joseph Nelson Rose och Paul Carpenter Standley. Heterocentron alatum ingår i släktet Heterocentron och familjen Melastomataceae. Inga underarter finns listade i Catalogue of Life.